# Heiko Redecker
Heiko Redecker (* 11. September 1990) ist ein namibischer Straßenradrennfahrer.
Heiko Redecker wurde 2008 namibischer Meister im Straßenrennen der Juniorenklasse. Außerdem belegte er den dritten Platz beim Nedbank Cycle Classic und er wurde Zweiter beim Namibian Cycle Classic. Im nächsten Jahr gewann er das Eintagesrennen Copper Kettle und den ersten Teil des Dobra Loops. Bei der namibischen Meisterschaft belegte er den vierten Platz im Einzelzeitfahren. Bei der Afrikameisterschaft in Windhoek wurde Redecker Sechster im Zeitfahren und gewann damit die Silbermedaille in der U23-Klasse.

## Siege
2008
- Namibischer Meister – Straßenrennen (Junioren)
- Namibischer Meister – Einzelzeitfahren (Junioren)
- Tour de Windhoek

2009
- Copper Kettle
- Döbra Loops

2010
- Namibischer Meister – Mountainbike (U23)

2012
- Namibischer Meister – Einzelzeitfahren (U23)
- Namibischer Meister – Straßenrennen (U23)

2014
- Namibischer Meister – Mountainbike